# Tomoko Akane
Tomoko Akane (赤根 智子, Akane Tomoko) es una jurista japonesa y actualmente jueza en la Corte Penal Internacional (CPI) por Japón, así como presidenta de la corte.
Después de graduarse de la Universidad de Tokio, se convirtió en fiscal en 1982. Durante su carrera, asumió puestos en diferentes niveles del sistema judicial. Eligió convertirse en fiscal debido a la falta de oportunidades que el sector privado ofrecía a las mujeres y porque quería estar involucrada en la impartición de justicia a víctimas y delincuentes. Akane fue la fiscal jefe del distrito de Hakodate en Hokkaido entre 2010 y 2012, y fue elegida fiscal de la Corte Suprema de Japón en 2012. Akane también fue profesora de Práctica de Justicia Penal tanto en la Escuela de Derecho de la Universidad de Chukyo como en la Escuela de Derecho de la Universidad de Nagoya entre 2005 y 2009. En Nagoya, también investigó en el campo de la reforma de la justicia penal entre 2005 y 2006. Fue jefa del Departamento de Cooperación Internacional (ICD) en el Ministerio de Justicia de Japón entre 2009 y 2010. Su participación en las actividades del Instituto de las Naciones Unidas para Asia y el Lejano Oriente para la Prevención del Delito y el Tratamiento de los Delincuentes (UNAFEI) duró siete años, y asumió como directora de UNAFEI entre julio de 2013 y octubre de 2014.
Fue nominada como candidata a la CPI en abril de 2016 por el Gobierno de Japón, y elegida como jueza de la CPI el 4 de diciembre de 2017 por la Asamblea de los Estados Partes en Nueva York. Asumió su cargo en marzo de 2018 por un período de nueve años. Como jueza en la CPI, está asignada principalmente a la Sección de Cuestiones Preliminares II.
El 20 de marzo de 2023, Rusia inició una investigación penal contra Akane, Rosario Salvatore Aitala y Sergio Gerardo Ugalde Godinez en respuesta a una orden de arresto emitida el 17 de marzo de 2023 contra su presidente Vladímir Putin por las deportaciones ilegales de niños ucranianos a Rusia durante la guerra ruso-ucraniana. En julio de 2023, el Ministerio del Interior ruso emitió una orden de arresto contra ella.
En una entrevista con una estación de televisión japonesa, dijo: "Incluso si uno de los jueces muere, pueden ser reemplazados por cualquier número de personas, así que no vale la pena ir tras ellos, creo."
En marzo de 2024, fue elegida Presidenta de la Corte Penal Internacional para el período 2024-2027 por los jueces de la CPI.